# Новобогородське
Новобогоро́дське (рос. Новобогородское) — село у складі Пономарьовського району Оренбурзької області, Росія.

## Населення
Населення — 168 осіб (2010; 212 у 2002).
Національний склад (станом на 2002 рік):
- росіяни — 97 %